# Chimbote
Chimbote je město v severozápadním Peru. Je nejlidnatějším městem Departementu Áncash a desátým nejlidnatějším městem v zemi. V roce 2017 zde žilo 425 367 obyvatel. Leží 130 kilometrů jižně od Trujilla a 420 kilometrů severně od Limy, hlavního města Peru, přičemž se nachází v jižní části tzv. Panamericana. 
Chimbote je nejjižnějším městem, které leží v pásu několika významných měst na severním pobřeží Peru (dalšími jsou Trujillo, Chiclayo a Piura). Po městě Callao je Chimbote druhé nejvýznamnější přístavní město v zemi a vůbec nejvýznamnějším přístavem užívaným k rybolovu na světě; ve městě se nachází více než 30 závodů, které zpracovávají rybí maso a celkem 75 % peruánského rybolovu zajišťuje právě město Chimbote. Navzdory své poloze na pobřeží Tichého oceánu leží v oblasti s aridním podnebím (v důsledku proudění studeného Peruánského proudu). Ve městě sídlí k roku 2025 pět univerzit; jedna veřejná a čtyři soukromé. 